# Тауэр (Боксберг)

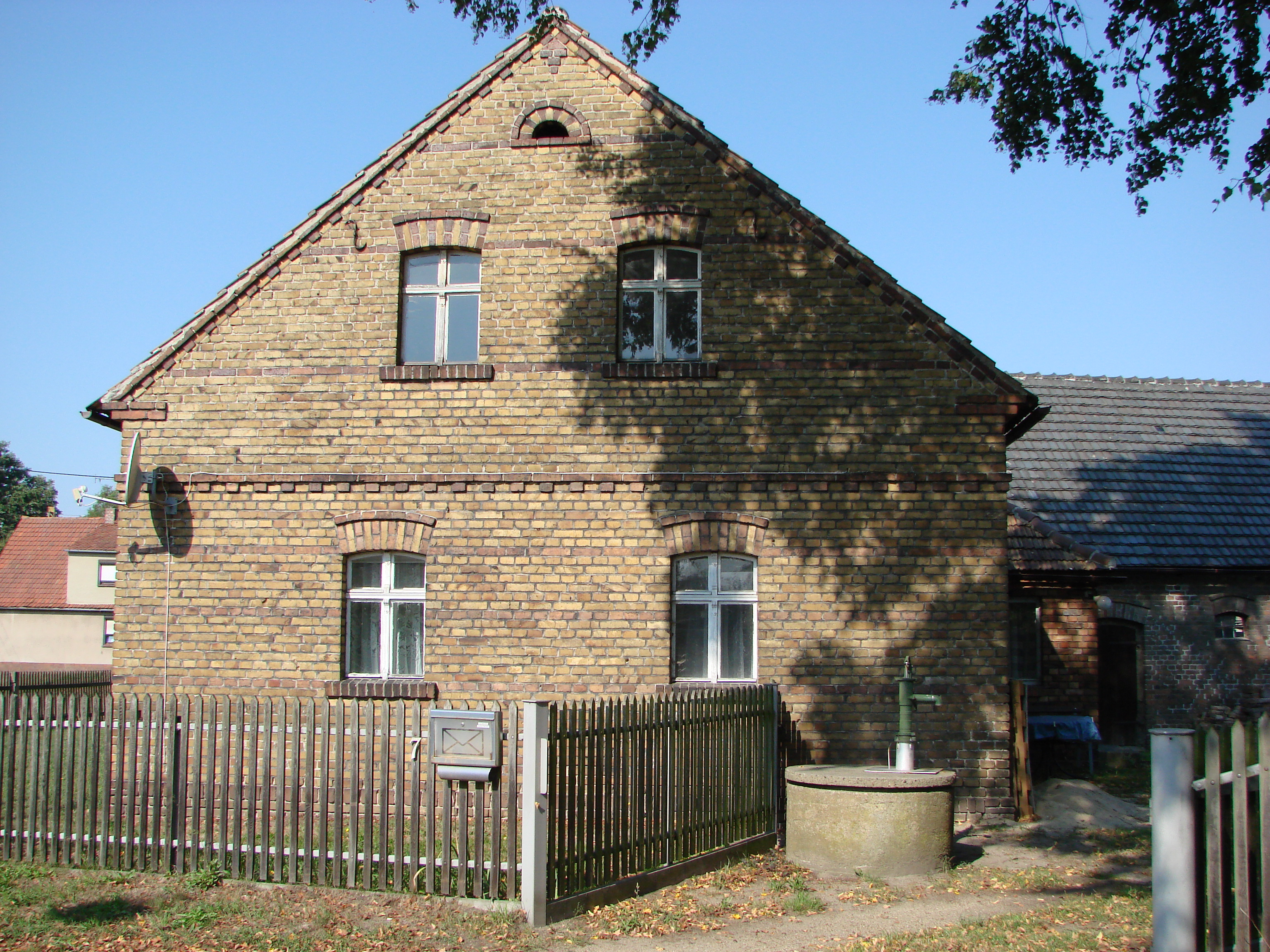

Та́уэр или Турё (нем. Tauer; в.-луж. Turjoо файле) — деревня в Верхней Лужице, Германия. Входит в состав коммуны Боксберг района Гёрлиц в земле Саксония. Подчиняется административному округу Дрезден.

## География
Находится в южной части района Лужицких озёр среди обширного лесного массива, входящего в состав биосферного заповедника «Пустоши и озёра Верхней Лужицы». Через деревню проходит автомобильная дорога К 8472. На юго-востоке от деревни расположен пруд Тауэрвизентайх (Tauerwiesenteich, Турянский Лучный-Гат (Turjanski lučny hat))
Соседний населённый пункт: на северо-западе — деревня Цымпл.

## История
Впервые упоминается в 1447 году под наименованием Thure.
С 1973 по 2009 года входила в коммуну Клиттен. С 2009 года входит в состав современной коммуны Боксберг.
В настоящее время деревня входит в состав культурно-территориальной автономии «Лужицкая поселенческая область», на территории которой действуют законодательные акты земель Саксонии и Бранденбурга, содействующие сохранению лужицких языков и культуры лужичан.
Исторические немецкие наименования.
- Thure, 1447
- Tawer, 1490
- Tauer, Thauer, Taur, 1542
- Tauer, 1658

## Население
Официальным языком в населённом пункте, помимо немецкого, является также верхнелужицкий язык.
Согласно статистическому сочинению «Dodawki k statisticy a etnografiji łužickich Serbow» Арношта Муки в 1884 году в деревне проживало 156 человек (из них — 153 серболужичанина (98 %)).
Лужицкий демограф Арношт Черник в своём сочинении «Die Entwicklung der sorbischen Bevölkerung» указывает, что в 1956 году в деревнях Турё и Цымпл общая численность населения составляла 254 человека, при этом численность славянского населения в обоих населённых пунктах составляла 32,4 %. Верхнелужицким языком владело 78 взрослых и 11 несовершеннолетних.
| 1825 | 1885 | 2011 |
| ---- | ---- | ---- |
| 132  | 156  | 71   |